# Gustaf Adolf Boltenstern j:r
Gustaf Adolf Boltenstern j:r, född 15 maj 1904 i Livgardet till häst församling i Stockholm, död 31 mars 1995 i Strängnäs, var en svensk dressyrryttare, som deltog i fyra olympiska spel, varav det första 1932. 
Sin största framgång individuellt nådde han i London 1948, där han blev bronsmedaljör på hästen Trumf. Som medlem av det svenska laget vann han ytterligare tre medaljer, varav två guld 1952 och 1956. Ryttartävlingarna vid de olympiska sommarspelen 1956 hölls i Stockholm i stället för Melbourne på grund av restriktiva australiska bestämmelser om karantän.
Boltenstern avlade officersexamen 1925. Han blev löjtnant Livregementet till häst 1930, ryttmästare 1940, major 1953, i reserven 1954. Boltenstern var lärare vid Ridskolan 1942–1954 och chef för Herrevadsklosters remontdepå 1954–1957. Han blev stallmästare vid hovet 1957. Boltenstern blev riddare av Svärdsorden 1946.
Gustaf Adolf Boltenstern tillhörde den yngre grenen av ätten Boltenstern. Han var son till Gustaf Adolf Boltenstern s:r.